# Chibougamau
Chibougamau é uma cidade localizada no centro da província de Quebec, no Canadá. De acordo com o censo de 2011, a população é de 7541 pessoas.